# Kościół Saint Augustin w Paryżu
Kościół Saint-Augustin (św. Augustyna) w Paryżu – świątynia w stylu eklektycznym w VIII dzielnicy. 

## Historia
Powstanie kościoła związane jest z wielką przebudową Paryża w latach 60. i 70. XIX wieku. VIII dzielnica przechodziła wówczas zasadnicze zmiany urbanistyczne i demograficzne, mające zmienić ten zamieszkany przez ubogie mieszczaństwo rejon w reprezentacyjny obszar otaczający dworzec Saint Lazare. 
Autorem projektu był Victor Baltard, autor kompleksu Hal, który także i w tym kościele zastosował na dużą skalę żelazo i inne metale jako podstawę konstrukcji. W kościele zbudowano jedne z pierwszych we Francji organy o trakturze elektrycznej.

## Architektura
Kościół ma 94 metry długości i 80 wysokości, jest zwieńczony kopułą i stanowi typową dla Cesarstwa mieszankę stylów. Celem budowy obiektu było bowiem stworzenie gmachu harmonizującego bogactwem ozdób i monumentalizmem z całą elegancką dzielnicą. Jest jednonawowy, kopuła umieszczona została nad prezbiterium. Wejście do kościoła wiedzie poprzez fasadę łączącą cechy gotyku oraz renesansu – jej centralnym punktem jest rozeta oraz rząd rzeźb ewangelistów nawiązujący do układu fasady w paryskiej Notre-Dame. Całość ujęta została pomiędzy korynckie pilastry oraz wieńczący kompozycję tympanon z krzyżem. Wejście do kościoła wiedzie poprzez trzy arkadowe łuki. Kopuła kościoła zdecydowanie powiela renesansowy model budowy tego typu konstrukcji. 

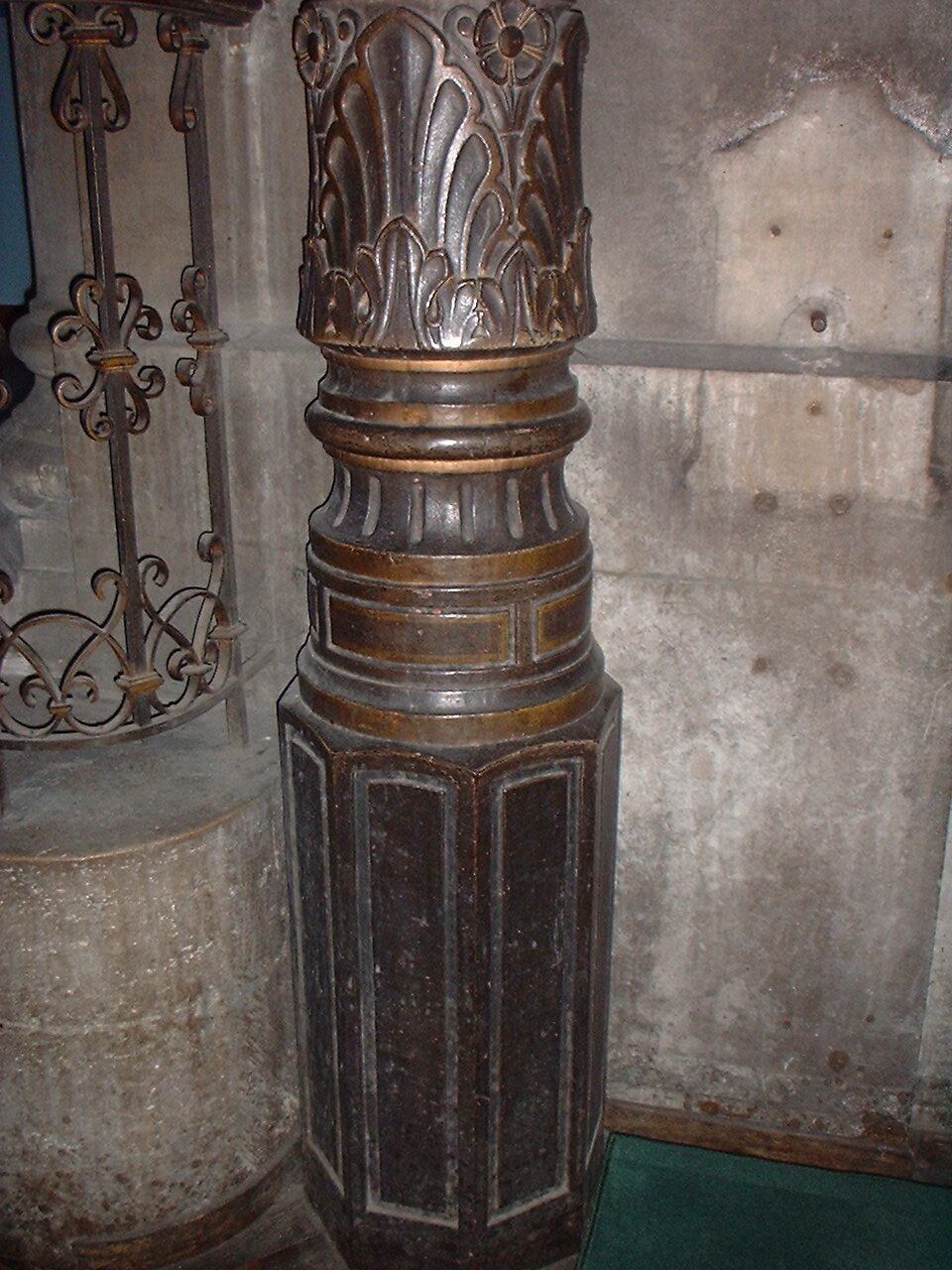
Stalowa kolumna w świątyni

Wnętrze budynku urządzono również z typowym dla epoki przepychem; naśladuje ono kościoły bizantyjskie w układzie wnętrza i oświetlenia. Okna kościoła wypełniają witraże z wizerunkami pierwszych chrześcijańskich świętych, zaś w nawie głównej oraz na chórze ustawiono rząd posągów świętych naturalnej wielkości. Układ prezbiterium, z ołtarzem w formie baldachimu oraz kompozycją fresków i płaskorzeźb, także przypomina kościoły wschodnie. Okna kościoła ułożone są na dwóch poziomach i stanowią kombinację stylu neogotyckiego (maswerki) oraz romańskiego (kształt półkolistych łuków).